# 舎利礼文
舎利礼文（しゃりらいもん）は大乗仏教の経典の1つ。僅か72字の本文に大乗仏教の主旨が説かれているとされ、釈迦の遺骨（仏舎利）を礼拝する内容から始まる。一部の宗派を除き一般に葬儀・枕経・回向用の読誦経典の1つとして用いられているが、特に、曹洞宗では開祖（高祖）道元の火葬の際に読誦されたことから重要視されている。作者は不明であるが不空金剛が伝えたとも、釈道安が作ったともいわれている。実際には、中国漢文としては不自然であること（たとえば題名は正しくは「礼舎利文」となるはずである）、古い時代の写本が存在せず、他文献からの言及としても1283年成立の「沙石集」より以前に遡ることはできないので、そう遠くない時代の日本の密教僧による撰述である可能性が高いと考えられる。

## 内容
遺骨の礼拝を通して釈迦の本質や法、世界全体を礼拝し、如来と一体となって悟りを得、仏の力によって人々を救済し、悟ろうとする心で菩薩行を修めれば、涅槃にいたり大智が完成される。

## 代表的なテキスト
舎利礼文　　　　　　　　　　　　　　書き下し
一心頂礼。万徳円満。釈迦如来。　　　万徳円満の釈迦如来、一心に頂礼したてまつる。
真身舎利。本地法身。法界塔婆。　　　その真身舎利と、本地の法身と、法界の塔婆に
我等礼敬。為我現身。入我我入。　　　我、等しく礼敬したてまつる。我が為に身を現し、入我我入す。
仏加持故。我証菩提。以仏神力。　　　仏の加持の故に我は菩提を証し、仏の神力を以て
利益衆生。発菩提心。修菩薩行。　　　衆生を利益し、菩提心を発して菩薩行を修し
同入円寂。平等大智。今将頂礼。　　　同じく円寂、平等大智に入る。今まさに頂礼したてまつる。
注：原文テキストは”小林正盛 編『真言宗聖典』, 森江書店, 大正15,  p.181”。旧字体を新字体に改める。
意訳
あらゆる徳を欠けるところなく備えた釈迦如来に、一心に五体を投地して礼拝いたします。
インドに応現された応身の仏舎利、仏の根源である本地身としての法身、その法界法身が形に表された、仏の教えという真の仏舎利が収められている塔婆（加持身・報身）という、如来のいずれの仏身についても私は等しく礼拝恭敬いたします。
そうすると仏は私のために（塔婆という加持身の姿で）現れてくださり、仏は私と一つになり、私は仏と一つになるのです。
このような仏の加持によって、すなわち仏が私と一体になってくださることによって、私は悟りをひらきます。
仏の神通力によって、私は衆生を利益し、悟りを求める心を起こし（また衆生に起こさしめ）、衆生とともに悟りを目指す大乗の菩薩としての修行を行い（また衆生に行わしめ）、衆生と一緒になって、欠けるところのない悟り、彼我の区別のない仏の無差別の大いなる智慧に到ります。
釈迦如来に、いままさに五体を投地して礼拝いたします。
※　各派で読誦されるテクストであるが、本地法身・法界塔婆・入我我入・加持などの語彙によって、密教僧によって書かれたことがわかる。密教における「塔婆観・入我我入観」すなわち、法界塔婆＝塔婆として表象された法身仏（密教では大日如来とその三摩耶形）と一体になることを観想する修行法が明らかに想定されているため、ここではその意に即して訳出したが（参照『金剛界念誦次第』ほか）、密教以外の各派ではそうした密教的背景を捨象して解釈されることが多い。